# Arthur Davidson Sr.
Pour les articles homonymes, voir William, Harley et Harley-Davidson.
Arthur Davidson Sr. (11 février 1881 - 30 décembre 1950) était un homme d'affaires américain. Il est l'un des quatre fondateurs originaux de la fabrique de motos Harley-Davidson.

## Jeunesse
Arthur Davidson est né à Milwaukee, Wisconsin. Il était le fils de William C Davidson (1846–1923) natif d'Angus (Écosse) et de Margaret Adams McFarlane (1843–1933) d'origine écossaise de la petite colonie écossaise de Cambridge, Wisconsin. La famille comptait cinq enfants élevés ensemble : Janet May, William A., Walter, Arthur et Elizabeth. Le grand-père d'Arthur, Alexander "Sandy" Davidson (d'Aberlemno, Écosse) et sa femme, Margaret Scott, avaient immigré d'Écosse aux États-Unis en 1858 avec leurs six enfants, dont le père d'Arthur, William.

## Les débuts de Harley-Davidson

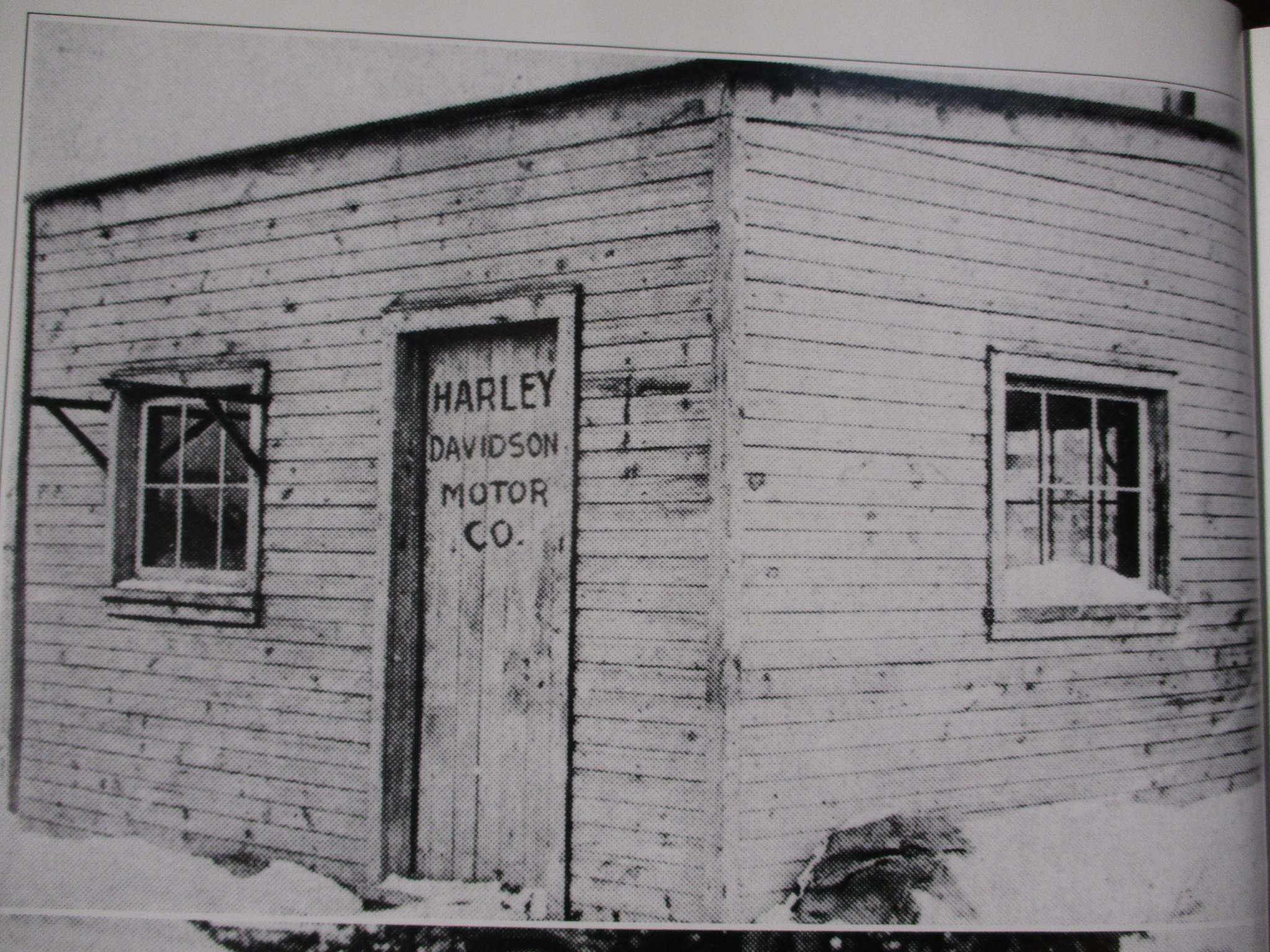
Première cabane/atelier historique Harley-Davidson Motor Co. (1903-1906) du jardin des Davidson, à Milwaukee

Ils s'installèrent finalement dans le Wisconsin. C'est là qu'en 1903, Arthur se lança en affaires avec William S. Harley, fabriquant des motos dans son hangar familial. L'un des passe-temps préférés de Davidson était de pêcher dans la nature sauvage du Wisconsin. Cela qui lui aurait inspiré la création d'une moto qui "supprimerait le travail acharné de pédaler sur un vélo". Arthur était conteur, vendeur et patriote américain. Pendant les Première et Seconde Guerres mondiales, Arthur et sa société détournèrent une partie de la production de leurs motos pour soutenir les troupes américaines en Europe.
L'histoire de "Honey Uncle" est l'une des histoires de famille racontées sur Davidson et un moment charnière de l'histoire de la société Harley-Davidson. Un jour, peu de temps après la visite de sa femme de ménage, Davidson découvrit que l'argent de départ qu'il avait caché sous son matelas pour lancer Harley-Davidson manquait. Davidson pu emprunter les 170 $ en capital-risque nécessaires pour lancer Harley-Davidson à un oncle qui possédait une ferme apicole à Madison, Wisconsin. Dès lors, l'oncle fut connu sous le nom de "Honey Uncle" (Oncle Miel) pour avoir aidé l'entreprise à démarrer. La ferme apicole du lac Mendota fut ensuite vendue à l'Université du Wisconsin à Madison. Elle est maintenant connue comme un point de piquenique dans la réserve naturelle du Lakeshore.
Davidson trouva le slogan "Take the Work out of Bicycling" (« Arrêtez de pédaler »), inspiré par lui et son ami de 21 ans, William S. Harley, alors qu'ils travaillaient sans relâche dans un minuscule hangar de 10 x 15 pieds.
Davidson trouva la mort dans une collision avec une autre voiture le 30 décembre 1950 à l'âge de 69 ans. L'accident venu lieu à 3 mi (4,8 km) au sud de sa maison, une ferme laitière, sur la Wisconsin Highway 59 près de Waukesha, Wisconsin. Son épouse, Clara, ainsi que Dorothy et Donald Jeffery furent également tués dans l'accident. 

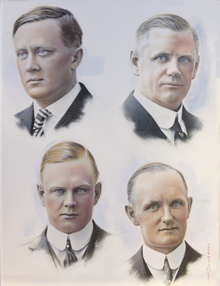
Les quatre membres fondateurs de Harley-Davidson

## Temple de la renommée du travail
Arthur Davidson, William A. Davidson, Walter Davidson et William S. Harley, "utilisaient et croyaient en leurs produits, comptant sur le dévouement de leurs employés pour produire des motos de qualité". Pour cela les quatre hommes furent intronisés au Hall d'honneur du Département du Travail des États-Unis.